# Antónia Moreira de Fátima
Antónia Moreira de Fátima „Faia” (ur. 26 kwietnia 1982 w Luandzie) – angolska judoka, trzykrotna olimpijka (2004, 2012, 2016), mistrzyni igrzysk afrykańskich z 2015 roku, dwukrotna mistrzyni Afryki (2005, 2014)
W 2004 roku startowała na Letnich Igrzyskach Olimpijskich, gdzie w 1/16 przegrała z Kim Ryon-Mi. W 2012 roku podczas Letnich Igrzysk Olimpijskich w Londynie była chorążym, w drugiej rundzie została pokonana przez Kolumbijkę Yuri Alvear. Siódma na mistrzostwach świata w 2013 roku.